# Charaxes mitschkei
Charaxes mitschkei är en fjärilsart som beskrevs av Percy I. Lathy 1913. Charaxes mitschkei ingår i släktet Charaxes och familjen praktfjärilar. Inga underarter finns listade i Catalogue of Life.